# ويليام سيغال
ويليام سيغال (بالإنجليزية: William Segal)‏ هو فنان أمريكي، ولد في 1904 في ماكون في الولايات المتحدة، وتوفي في 16 مايو 2000.